# Eberhard Brandl

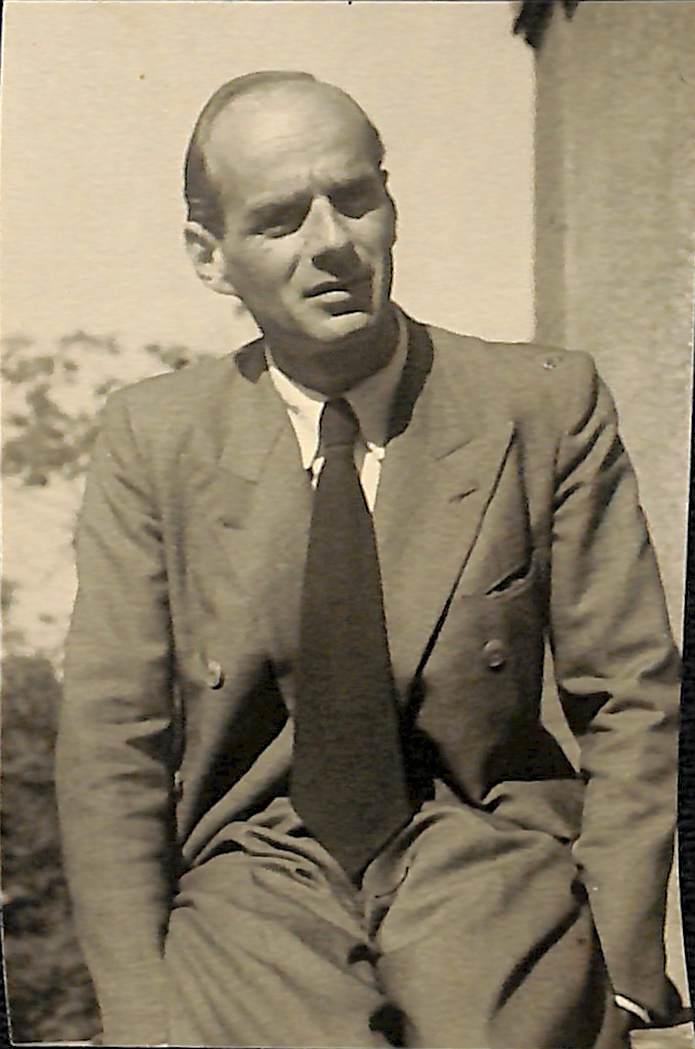
Eberhard Brandl um 1955

Eberhard Friedrich Brandl (* 14. Oktober 1916 in Karlsruhe; † 6. März 1971 in Berlin) war ein deutscher Architekt und Designer. Er arbeitete als freier Mitarbeiter in den Büros von Otto Apel in Frankfurt am Main, von „Atelier Le Corbusier“ Paris, in Indien, bei Cailler-Caillard in Genf und als Partner von Egon Eiermann. Mit Eiermann kam er zur „Planungsgruppe Bonn“, zu der auch Sep Ruf und Paul Baumgarten gehörten. 1965 übernahm Brandl im Auftrag der Bundesbaudirektion einen Teil des Innenausbaus des Reichstagsgebäudes in Berlin sowie die Koordination der Arbeit der beteiligten Architekten und Sonderfachleute. Parallel dazu entwarf er Leuchten und Lichtobjekte. Brandls sachlich elegante Bauten und funktionalistische Büroarchitektur sind geprägt vom internationalen Stil der Nachkriegszeit.

## Familie
Eberhard Brandl wuchs in einem evangelischen Pfarrhaus auf. Sein Vater Walter Brandl (* 1886 in Sinsheim/Elsenz; † 1975 in Offenburg) war bis 1919 tätig als Hofdiakon an der Schlosskirche des Großherzogs Friedrich II. von Baden in Karlsruhe, danach als Pfarrer und Dekan in Stein (Amt Bretten), in Karlsruhe und in Baden-Baden. Die Mutter Frieda-Maria Brandl geb. Kritzinger (* 1886 in Klein-Glienicke bei Potsdam; † 1925 in Pforzheim) starb früh. Brandl hatte sechs Geschwister, drei davon stammen aus der zweiten Ehe des Vaters. 1964 heiratete Eberhard Brandl und bekam eine Tochter.

## Ausbildung
Brandl verließ 1934 das Realgymnasium. 1937 legte er in Karlsruhe die Industrie-Facharbeiter-Prüfung als Maschinenschlosser ab.
Danach leistete er bis 1939 Wehrdienst bei verschiedenen Flak-Regimenten in Göppingen und Fürth. Aus dem Kriegsdienst schied er 1945 als Oberleutnant der Reserve aus der Luftwaffe (5. Fallschirmjäger-Division) aus. Zuvor, 1943 und 1944, wurde Brandl wegen einer schweren Kriegsverletzung und einer Malaria-Erkrankung in verschiedenen süddeutschen Lazaretten behandelt.
Brandl studierte von 1946 bis 1949 am Staatstechnikum Konstanz und wurde Ingenieur für Hochbau. Anschließend setzte er bis 1952 sein Studium am Fachgebiet Architektur der Akademie der Bildenden Künste Nürnberg bei Sep Ruf fort.

## Berufstätigkeit
Innerhalb einer Architektur-Planungsgruppe, an die ihn 1951 Sep Ruf vermittelte und der unter anderem Otto Apel angehörte, entwarf Brandl im Auftrag der Alliierten Hohen Kommission (HICOG) in Bonn-Plittersdorf Wohnhäuser und öffentliche Gebäude für die in Deutschland stationierten US-amerikanischen Soldaten und ihre Familien.
1951 begann auch Brandls freie Architektengemeinschaft mit Otto Apel, der 1953 ein eigenes Architekturbüro in Frankfurt eröffnete. Die Zusammenarbeit dauerte bis 1955 und erneut 1956/1957. Als Leiter von Apels Entwurfs- und Konstruktionsbüro arbeitete Brandl unter anderem zusammen mit Skidmore Owings & Merrill architects (SOM), New York.
Dazwischen unternahm Brandl 1955/1956 eine sechsmonatige Reise nach Indien. In Zusammenarbeit mit dem Atelier Le Corbusier in Paris, der „Planungsgruppe Indien in Chandigarh und Ahmedabad“ studierte er dort vor allem Le Corbusiers Bauten in Ahmedabad und dessen Planung von Chandigarh (1951–1961) als komplett neue Hauptstadt für den Bundesstaat Punjab. 1957 hielt Brandl anlässlich seiner Bewerbung auf den Architektur-Lehrstuhl an der Staatlichen Werkakademie / Hochschule für Gestaltung Kassel eine Gastvorlesung über seine Indienreise und veröffentlichte einen Bericht darüber in der Zeitschrift Magnum. Eine Auswahl von 60 bis 70 aus seinen tausenden Fotos, Indien, ein Bildbericht, war 1958 in der göppinger galerie in Frankfurt ausgestellt (Kaliko- und Kunstleder-Werke göppinger plastics in Göppingen/Württemberg).
Es folgte 1957/1958 die freie Mitarbeit bei Cailler-Caillard architectes in Genf.
Von 1959 bis 1966 war Brandl als freier Architekt Mitglied der Architektenkammer Baden-Württemberg, übersiedelte jedoch 1965 nach Berlin.
1959 begann die berufliche Partnerschaft mit Egon Eiermann. Für den Bau der Deutschen Botschaft in Washington übernahm Brandl 1960/1961 (13 Monate) vor Ort die Planungsdurchführung und Ober-Bauleitung. Als Partner Eiermanns arbeitete Brandl 1962–1964 innerhalb des „Planungsrats Bonn“, zu dem noch Sep Ruf und Paul Baumgarten gehörten, an der Gesamtplanung des Regierungs- und Verwaltungszentrums im Raum Bonn-Bad Godesberg sowie an der Ausführungsplanung des Abgeordneten-Hochhauses.
1965 entwarf Brandl im eigenen Büro in Bonn-Sonderbusch im Auftrag des Auswärtigen Amts das Deutsche Kulturinstitut Athen (Vorentwurf, nicht ausgeführt); er arbeitete an den eingeladenen Architektenwettbewerben für das Archäologische Institut Istanbul und für ein Gemeindezentrum in Mainz. Von 1965 bis 1968 vollendete Brandl im Auftrag der Bundesbaudirektion einen Teil vom Wiederaufbau des Reichstagsgebäudes. Er zog 1965 nach Berlin und richtete dort ein Büro ein. Seine Aufgabe umfasste den Innenausbau von Nord- und Nordostflügel, Ostflügel-Mitte und Westflügel (Sitzungssäle für die Fraktionen) und in Zusammenarbeit mit Paul Baumgarten die Fertigstellung des neu gestalteten Plenarsaals. Als Teamleiter war er zuständig für die Koordination der Arbeit der beteiligten Architekten, vor allem von Baumgarten, und von Sonderfachleuten mit der Bundesbaudirektion. Laut Verträgen von 1965 und 1966 teilte er mit Baumgarten, mit dem er ein Zweigbüro „Projekt Reichstag Mitte“ unterhielt, zu jeweils 50 Prozent die künstlerische Oberleitung und zu zwei Dritteln die baulichen Leistungen. Brandl entwarf für die Räume spezielle Decken-Beleuchtungssysteme. Daraus entwickelte er als selbständiger Designer mit dem Unternehmen August Gärtner (Berlin) bis Anfang der 1970er Jahre qualitätvolle Einzelleuchten (Steh-, Pendel-, Zug- und Tischleuchten) und Lichtobjekte.
1969/1970 war Brandl im Auftrag der Bundesbaudirektion als künstlerischer Berater und Koordinator beim Bau der Staatsbibliothek zu Berlin tätig, deren Entwurf von Hans Scharoun stammte.
Die Stelle als Leiter zentrale Funktion 1 bei Suter & Suter Architekten Basel, für die er „in engster Wahl“ war, konnte Brandl nicht mehr antreten; er starb kurz zuvor.

## Werk

### Bauten und Entwürfe 1951–1956

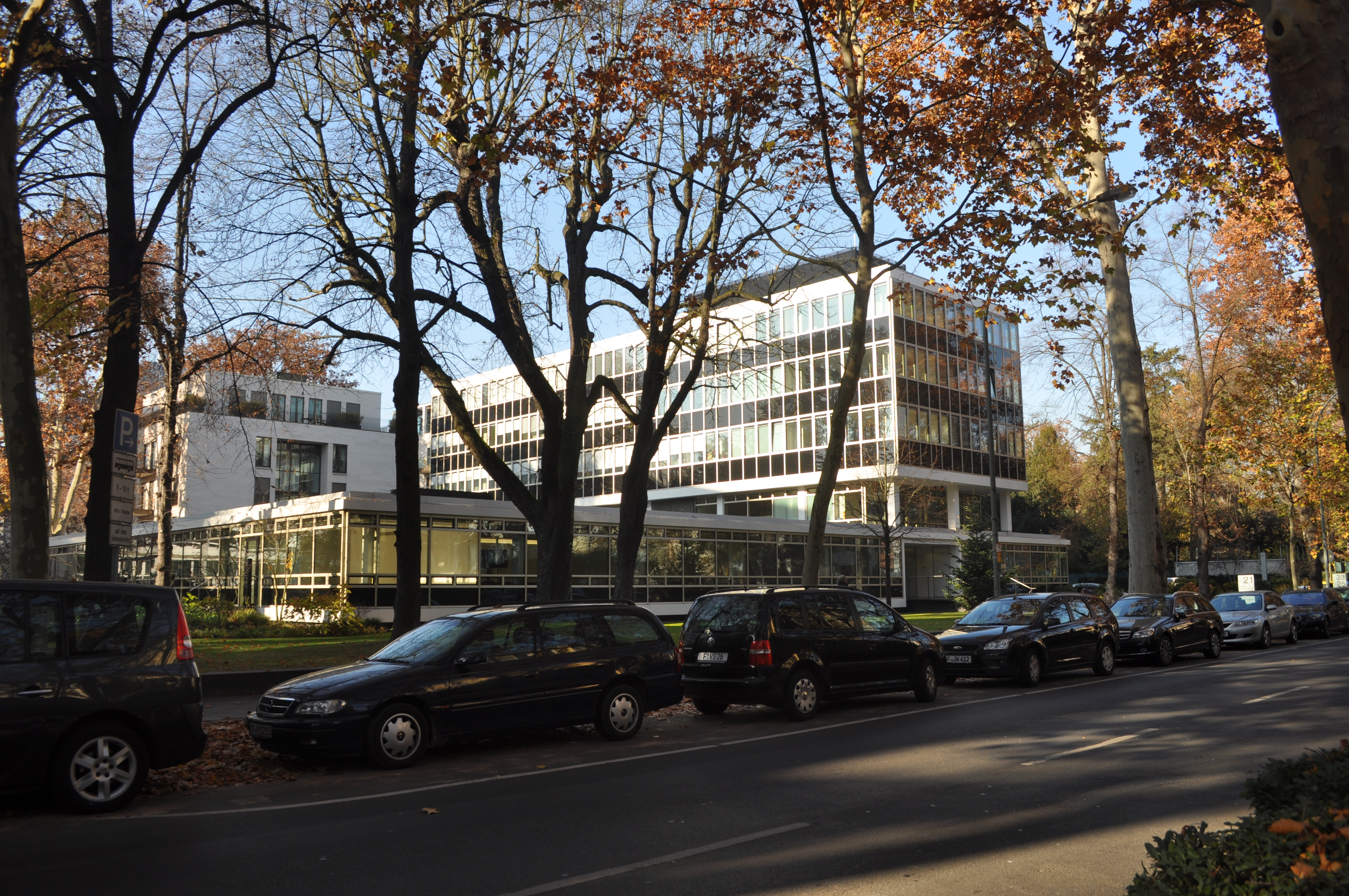
Ehemaliges Amerikanisches Generalkonsulat in Frankfurt, Siesmayerstraße

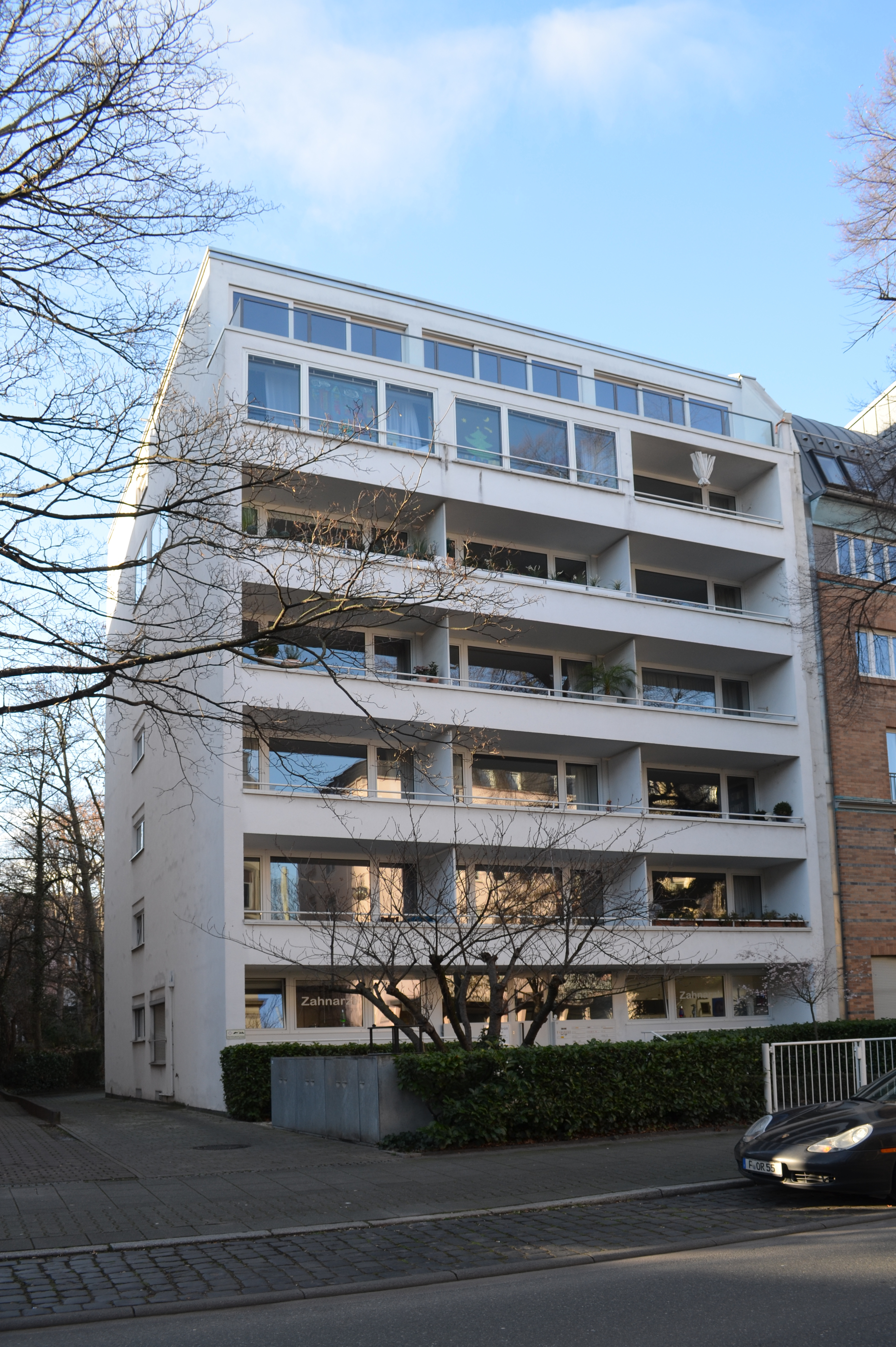
Appartementhaus Mendelssohnstraße 53, Frankfurt am Main 1954

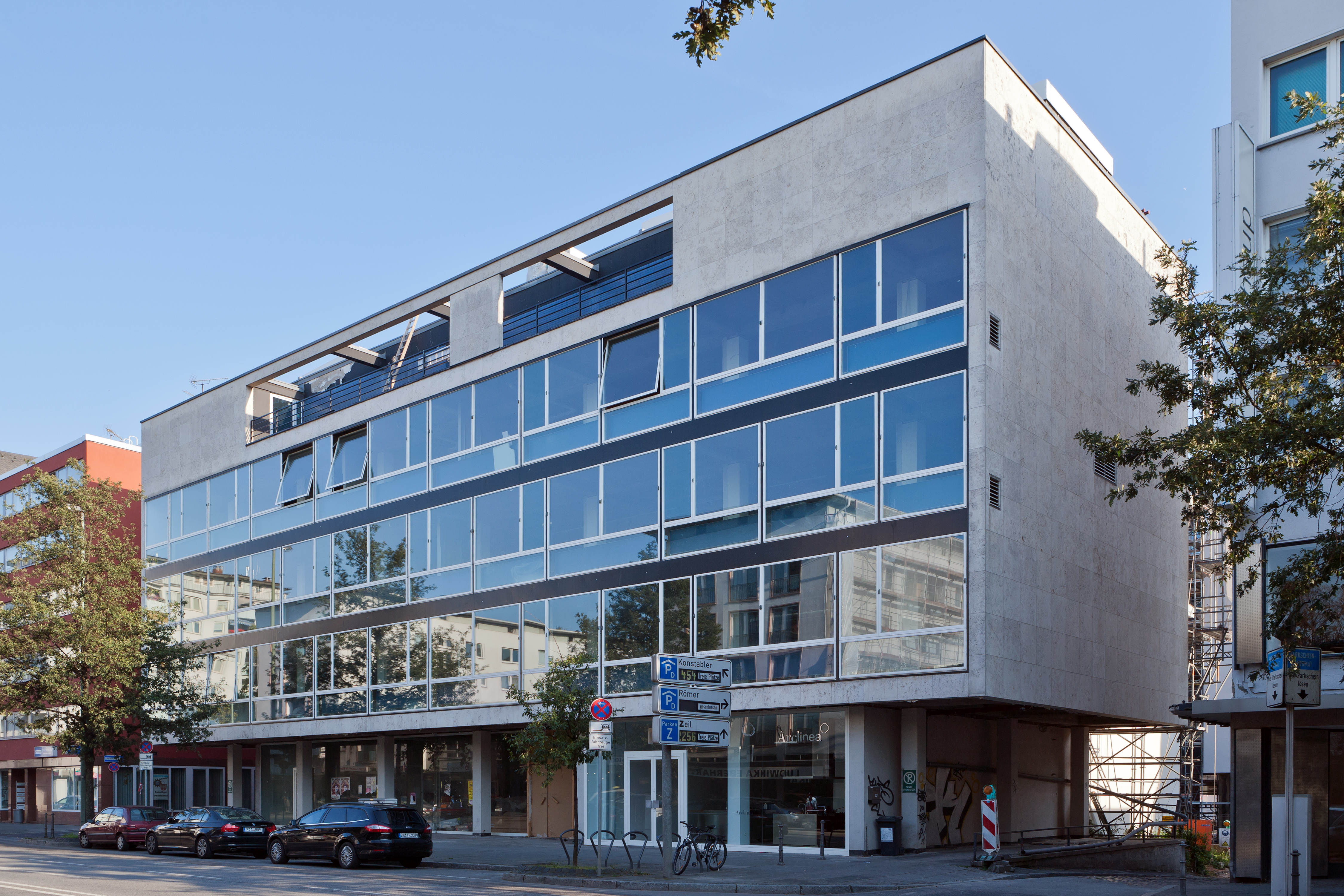
Bürohaus Berliner Straße 27, Frankfurt am Main 1955

- 1951: Großprojekt der US-amerikanischen Hohen Kommission (HICOG) Bonn-Bad Godesberg, Plittersdorf (Bürobauten, Wohn-, Hoch- und Flachbauten, Schulen, Kindergarten, Hallenschwimmbad, Kino, Einkaufszentrum, Villen; als freier Mitarbeiter der Architektengemeinschaft Otto Apel)[3]
- Entwürfe der der US-amerikanischen Konsulate mit dazugehörigen Appartement-Häusern in Hamburg, Stuttgart, Frankfurt am Main und München (in Zusammenarbeit mit Skidmore Owings & Merrill architects, New York; als freier Mitarbeiter der Architektengemeinschaft Otto Apel)[4][5]
- 1954: Wohn- und Atelierhaus eines Architekten un Frankfurt am Main (mit Otto Apel)[6][7]
- 1954: Wohnungen in Bremen[8]
- 1954: Schule und Kindergarten in Plittersdorf (Bad Godesberg) (mit Otto Apel)[9]
- 1954: Appartement-Haus in Frankfurt am Main, Mendelssohnstraße 53[10][11][12]
- Wettbewerbsentwurf eines Standard-Wohntyps für die US-Besatzungstruppen, 1. Preis, in der Folge Projektbearbeitung für die Bauausführung beim US-Hauptquartier in Heidelberg[12]
- 1954–1955: Bürohaus in Frankfurt am Main, Berliner Straße 27[13][14][15][16][17]
- 1955: Wettbewerbsentwurf für eine Schule in Offenbach
- 1955–1956: Flughafen-Hotel Rhein-Main in Frankfurt am Main[18]
- Wettbewerbsentwurf für das CVJM-Zentrum in Stuttgart mit Hotel, Kino, Sporthallen und Ladengeschäften
- Bürohaus in Berlin-Charlottenburg, Grolmannstraße
- Entwurf für ein Wohnhaus auf Zypern

### Bauten und Entwürfe 1959–1968
- 1960–1961: Deutsche Botschaft Washington (in freier Arbeit mit Egon Eiermann)[19]
- 1965–1968: Innenausbau von Nord- und Nordostflügel, Ostflügel-Mitte, Fraktionssaal im Westflügel und Plenarsaal im Reichstagsgebäude in Berlin (mit Paul Baumgarten); auch Koordination der am gesamten Innenausbau beteiligten Architekten und Sonderfachleuten mit der Bundesbaudirektion[20][21][22]

### Schriften
- Chandigarh. In: Magnum, Zeitschrift für das moderne Leben, Heft 12 (April 1957), S. 60–63.

## Belege